# Culgoa-Nationalpark
Der Culgoa-Nationalpark ist ein Nationalpark im Norden des australischen Bundesstaates New South Wales, 662 km nördlich von Sydney, 100 km nördlich von Brewarrina und 180 km nordöstlich von Bourke.
Der Park wurde um die Überschwemmungsflächen in der Flussaue des Culgoa River an der Staatsgrenze zu Queensland gebildet. Man findet dort viele Coolibah-Bäume (Eucalyptus coolabah) und eine große Zahl einheimischer Tierarten. Nördlich anschließend an den Culgoa-Nationalpark, auf der anderen Seite der Grenze in Queensland, befindet sich der Culgoa-Floodplain-Nationalpark.
Die Besucher können die Gebiete am Fluss, die Coolibah-Wälder oder die sandigen Hügel, wo man nach den Frühjahrsregen Girasole finden kann, durchwandern. Im Park gibt es auch einen kleinen Zelt- und Picknickplatz, der mit dem Auto erreichbar ist.